# Рудолф фон Рамшперг
Рудолф фон Рамсберг или Рудолф фон Пфулендорф (на немски: Rudolf von Ramsperg; Rudolf von Pfullendorf; на латински: Rudolfus comes de Pfullendorf; * ок. 1100/1110; † 9 януари 1181) е граф на Рамшперг, Пфулендорф, Брегенц и Линдау и фогт на Санкт Гален.

## Произход и управление
Родът му е странична линия на род Удалрихинги. Той е син на граф Улрих фон Рамшперг († сл. 1155) и съпругата му Аделхайд фон Брегенц († юни 1125), дъщеря на граф Улрих X фон Брегенц († 1097) и Берта фон Райнфелден († 1128), дъщеря на херцог Рудолф I от Швабия, император на Свещената Римска империя († 1080).
Рудолф е привърженик на Фридрих I Барбароса от 1152 г. и така засилва позицията на фамилията си. През 1155 г. той мести резиденцията си от замък Рамсберг в Пфулендорф и веднага започва да се нарича Рудолф фон Пфулендорф. През 1180 г. граф Рудолф е поклонник в Светите земи, където умира на 9 януари 1181 г.

## Фамилия
Рудолф фон Рамшперг се жени ок. 1150 г. за Елизабет от Тоскана († между 11 ноември 1164 – 1180), дъщеря (вероятно незаконна) на Велф VI († 1191), херцог ма Сполето, маркграф на Тусция (Тоскана). Те имат една дъщеря:
- Ида/Ита фон Пфулендорф-Брегенц (* ок. 1130), омъжена пр. 1167 г. за граф Албрехт III фон Хабсбург († 1199)